# 瑞士國際廣播電台
瑞士國際廣播電台（Swiss Radio International），是瑞士电视广播集团公司（SRG SSR）下属机构，总部位于瑞士伯尔尼。于1997年开播，其享有联邦广播特许权，负责用四种国家语言制作和播送广播与电视节目。
瑞士国际广播电台用瑞士的国家语言（德语、法语、意大利语、英语）和西班牙语及阿拉伯语制作节目，通过无线电短波、卫星向国外传送。